# Henri Diamant-Berger
Henri Diamant-Berger (Parigi, 9 giugno 1895 – Parigi, 2 maggio 1972) è stato un regista, sceneggiatore e produttore cinematografico francese.

## Biografia
Fratello dello scrittore André Gillois e nonno del regista Jérôme Diamant-Berger. Conosciuto per La vita di Jean Henri Fabre (1951), Il ladro gentiluomo (1937) e Messieurs les ronds de cuir (1959)

## Filmografia

### Regista
- De film... en aiguilles, co-regia di André Heuzé (1913)
- Les gants blancs de Saint-Cyr (1915)
- Paris pendant la guerre (1916)
- Une soirée mondaine (1917)
- Ils y viennent tous au cinéma (1917)
- Les trois mousquetaires (1921)
- Boubouroche (1921)
- Le match Criqui-Ledoux (1922)
- Vingt ans après (1922)
- Le mauvais garçon (1923)
- Milady (1923)
- Gonzague (1923)
- Jim Bougne, boxeur (1923)
- Par habitude (1923)
- L'accordeur (1923)
- L'affaire de la rue de Lourcine (1923)
- Le roi de la vitesse (1924)
- La marche du destin (1924)
- L'emprise (1924)
- Fifty-Fifty (1925)
- Marionettes (1925)
- Lover's Island (1925)
- The Unfair Sex (1926)
- Rue de la paix (1927)
- Éducation de prince (1927)
- Monsieur Gazon (1930)
- Paris la nuit (1930)
- Mariage d'amour (1931)
- Sola (1931)
- Tout s'arrange (1931)
- La Bonne Aventure (1932)
- Clair de lune (1932)
- Les trois mousquetaires (1932)
- Tu m'oublieras (1932)
- Miquette et sa mère, co-regia di Henri Rollan e André Gillois (1934)
- Le passager clandestin (1934)
- L'autoritaire (1934)
- La grande vie (1935)
- Jim Bougne, boxeur (1935)
- Il ladro gentiluomo (1937)
- Arsène Lupin contre Arsène Lupin (1937)
- La vergine folle (1938)
- Tourbillon de Paris (1939)
- La maternelle (1949)
- La vita di Jean Henri Fabre (Monsieur Fabre) (1951)
- Mon curé chez les riches (1952)
- Le chasseur de chez Maxim's (1953)
- La madone des sleepings (1955)
- Mon curé chez les pauvres (1956)
- C'est arrivé à 36 chandelles (1957)
- Messieurs les ronds de cuir (1959)

### Produttore
- Parigi che dorme, regia di René Clair (1924)
- Les transatlantiques, regia di Pierre Colombier (1928)
- Chassé-croisé, regia di André Gillois (1932)
- Hortense a dit j'm'en f..., regia di Jean Bernard-Derosne (1933)
- Le roi des resquilleurs, regia di Jean-Devaivre (1945)
- Branquignol, regia di Robert Dhéry (1949)
- ...Enfants des courants d'air, regia di Édouard Luntz (1959)
- Le brune sparano, regia di Robert Lamoureux (1960)
- Ora X, attacco al Giappone, regia di Perry Wolff (1960)
- Le mogli degli altri, regia di Robert Lamoureux (1960)
- Overlord! Attacco all'Europa, regia di Perry Wolff (1961)
- La bella americana, regia di Robert Dhéry e Pierre Tchernia (1961)
- Il cielo chiude un occhio, regia di Jean-Pierre Mocky (1963)
- Il poliziotto 202, regia di Robert Dhéry e Pierre Tchernia (1964)
- Come cambiar moglie, regia di Jean-Pierre Mocky (1967)

### Sceneggiatore
- Debout les morts!, regia di André Heuzé, Léonce Perret e Henri Pouctal (1916)
- Le petit café, regia di Raymond Bernard (1919)
- Le chanteur inconnu, regia di Viktor Turžanskij (1931)
- Ma tante d'Honfleur, regia di André Gillois (1931)
- Général, à vos ordres, regia di André Gillois (1931)
- L'argent par les fenêtres, regia di Norman Lee (1933)
- Amanti, regia di Raymond Bernard (1935)
- Il cantante sconosciuto, regia di André Cayatte (1947)
- L'homme qui vient de la nuit, regia di Jean-Claude Dague (1971)

### Produttore e sceneggiatore
- L'Enfant du miracle, regia di André Gillois (1932)